# Linfield Ladies Football Club
Maillots
Actualités
Le Linfield Ladies Football Club est un club nord-irlandais de football basé à Belfast. C'est la structure féminine du plus important club d'Irlande du Nord, le Linfield Football Club.
Le club a remporté à trois reprises la Coupe d'Irlande du Nord de football féminin. Il est aussi le double champion d'Irlande du Nord en titre avec ses victoires en 2016 et 2017.
Linfield participe pour la première fois à la Ligue des champions féminine de l'UEFA 2017-2018 et pour l'occasion accueille à Belfast un des groupes de qualification, le groupe 4. Le club termine alors à la dernière place du groupe après trois défaites en autant de matchs.

## Palmarès
- Championnat d'Irlande du Nord de football féminin
  - Champion : 2016, 2017, 2018 et 2019

- Coupe d'Irlande du Nord de football féminin
  - Vainqueur en 2013, 2014 et 2016